# Mujer con espejo
Mujer con espejo es una escultura urbana del artista colombiano Fernando Botero situada en Madrid al final de la Calle Génova donde esta desemboca en la plaza de Colón, punto de intersección entre el Paseo de la Castellana y el Paseo de Recoletos. Desde la remodelación de la plaza de Colón está situada en mitad de una isleta entre dos pasos de cebra. Anteriormente estaba en un pequeño parterre rodeada de flores y césped.

## Historia
Al igual que otras cuatro esculturas de Botero que se encuentran en España, llegó con las 21 piezas que formaban parte de la exposición "Botero en Madrid" que se realizó en la primavera de 1994 en la capital española. Estas cinco obras se quedaron en este país por varias razones. La Mujer con espejo, que está en la plaza de Colón de Madrid, fue regalada por el escultor colombiano a la ciudad tal y como lo prometió al ver la gran acogida que tuvieron sus "gordas" durante los tres meses durante los que se prolongó la exposición. La mano fue comprada por Telefónica y la cedió durante 10 años a la ciudad para exhibirla en donde actualmente permanece, en el Paseo de la Castellana a la altura de Nuevos Ministerios; y las tres restantes, Rapto de Europa, Caballo y Mujer Recostada fueron adquiridas por la sociedad AENA y están en los aeropuertos Barajas de Madrid y en el Son Sant Joan de Palma de Mallorca.

## Descripción

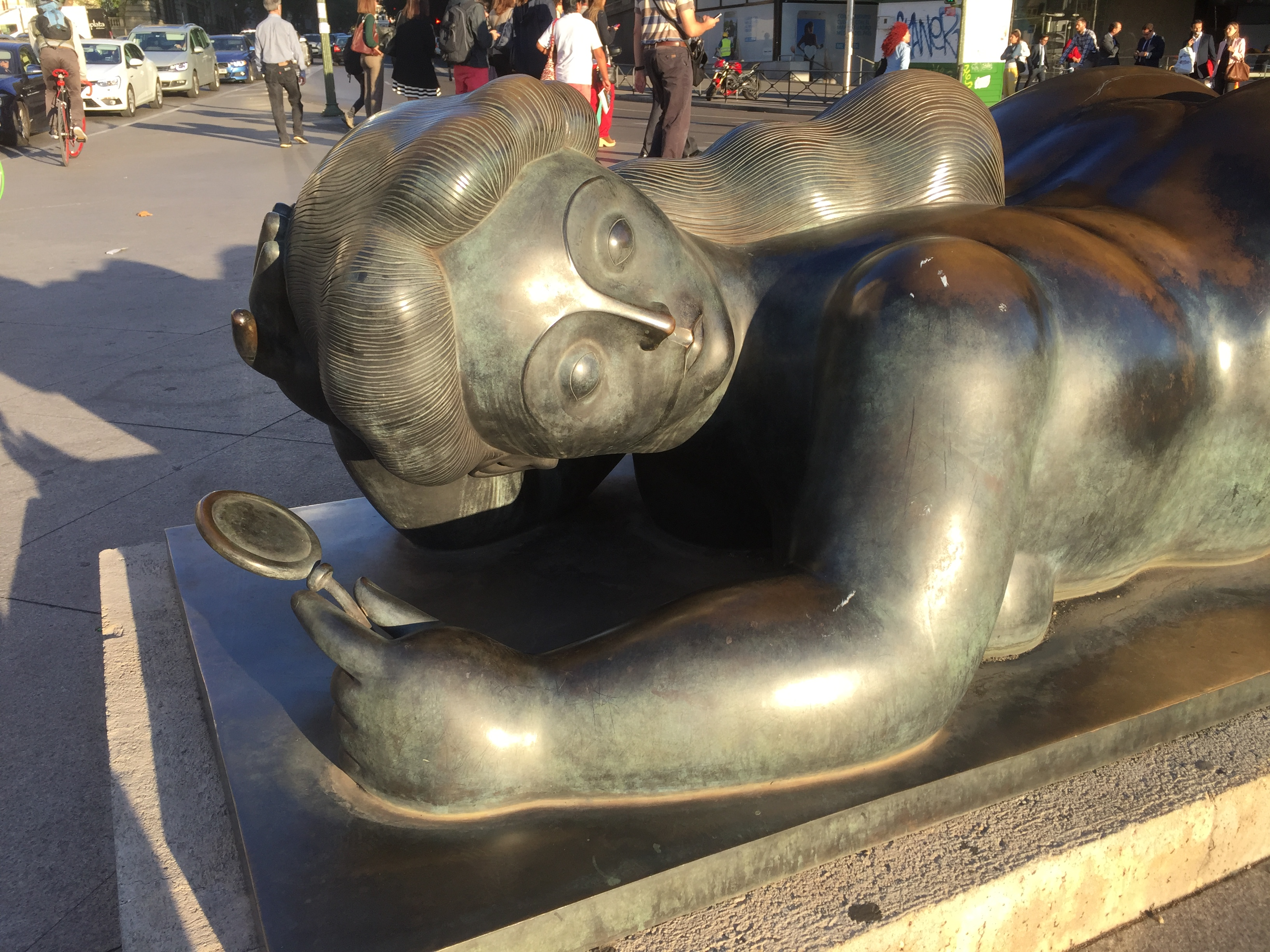
Una mujer mira distraída a su izquierda sosteniendo un espejo en su mano.

Una voluptuosa mujer está situada a los pies de las Torres de Colón y da la espalda a la calle Génova. Está tumbada en el suelo, boca abajo y mira distraída en dirección a la plaza de Colón. Tiene un espejo en su mano y se sujeta el pelo, quizás en un gesto de coquetería. Su rostro tiene un gesto indiferente y pensativo.